# Svatyně Niukanšófu
Svatyně Niukanšófu nebo také svatyně Niukanšóbu (japonsky: 丹生官省符神社, Niukanšófu džindža nebo Niukanšóbu džindža) je šintoistická svatyně v okrese Ito v prefektuře Wakajama v Japonsku.
V červenci 2004 byla svatyně spolu s dalšími památkami na poloostrově Kii zapsána na Seznam světového dědictví UNESCO pod názvem Posvátná místa a poutní stezky v pohoří Kii. 